# Spomenik svete Trojice u Somboru
Trg presvetog Trojstva u Somboru dobio je ime po spomeniku koji ga je ukrašavao od 1774. podignutog u zahvalnost za prestanak jedne od brojnih epidemija zaraznih bolesti па ovim prostorima.
Spomenik se nalazio ispred stare gradske kuće, a uništen je 1947. godine. Spomenik je, između ostalog, bio i središte mere udaljenosti somborskih sela; 
- prvi krag sela je udaljen 13 km,
- drugi krug 20 km,
- treći krug 25 km,

Najveći broj Somboraca, ne znaju da su taj spomenik podigli Somborci koji su pripadali trima veroispovestima. Spomenik je podignut u znak zahvalnosti Bogu što ga je spasao od kuge koja je pokosila 1763. godine, a veliki broj stanovnika ovog grada otišao je prema Baču. O tome koliko je ljudi umrlo od kuge 1738, 1739, i 1774. godine govori podatak da su tada u Somboru podignuta četiri groblja na četiri kraja grada, gde je svaki kraj sahranjivao svoje mrtve. Ovom preventivnom akcijom smanjivali su se susreti ljudi sa umrlima od kuge, kako u gradu, tako i na jednom groblju. 
Trg presvetog Trojstva danas predstavlja zaštićenu prostorno—kulturnu celinu od velikog značaja. U poslednje vreme postoji incijativa da se vrati porušeni spomenik Svetom Trojstvu, ali i drugi spomenik kralju Aleksandru Karađorđeviću koji se nalazio na trgu svetog Đorđa. Istovetan spomenik Svetom trojstvu postoji očuvan na trgu u Baji u Mađarskoj, tako da je moguće uraditi kopiju.

## Literatura
- Sombor,Milan Vojinović, Stojkov Novi Sad, 2000 godina,  978-86-81749-10-4
- Sombor,Milan Vojinović, Publikum Sombor, 2001 godina